# Табора (Танзания)
Табо́ра (англ. Tabora) — город в Танзании.

## Общие сведения
Город Табора является административным центром танзанийского региона Табора. и расположен в центральной части страны, на северо-западе от столицы Танзании города Додома и на расстоянии 1140 километров от побережья Индийского океана (до Дар-эс-Салама). Численность населения составляет 127.880 человек (на 2002 год). Крупный железнодорожный узел, аэропорт. Табора является одним из религиозных центров Танзании — здесь находятся центры католического архиепископства, англиканского епископата и Западной епархии моравских братьев в Танзании.

## История
Город был основан в 20-х годах XIX столетия индийскими торговцами и в XIX веке служил одним из крупных центров караванной торговли во внутренних районах Восточной Африки. Отсюда уходили караваны на Кигому, в Конго, в Буганду. Из Центральной Африки вывозились рабы, слоновая кость, золото в обмен на бусы, медную проволоку, ткани.
В 1871 году население Таборы составляло 5 тысяч человек, в основном ньямвези (на племенной территории которых находился город), и арабы. В 1890 году Эмин-паша заключил в Таборе с местными арабскими предводителями договор, согласно которому огромные территории вокруг Таборы переходили под покровительство Германии. В 1908 году немцы начали прокладывать к Таборе от побережья Индийского океана железнодорожную линию.
В 1895 году в городе уже проживало 15 тысяч человек, и среди них несколько сотен арабов, индийцев и суахили. Большая часть населения была занята торговлей, обслуживанием караванов и сельским хозяйством. С момента пуска на полную мощность железнодорожной линии в середине 1912 года от Дар-эс-Салама к Таборе караванная торговля окончательно приходит в упадок. В это время в городе открывают свои представительства около 30 германских фирм и компаний. Во время Первой мировой войны в Таборе чеканятся монеты Германской Восточной Африки.
В 1916 году Табора была занята британскими войсками, а с 1920 года вошла в состав британской колонии Танганьика. В 1928 году была построена новая железнодорожная линия Табора — Мванза, к озеру Виктория. В 1940 году близ Таборы было открыто крупное месторождение алмазов.
В 1925 году в Таборе открывается мужское Центральное правительственное училище, называемое также «Итоном Танганьики». С 1937 года в ней учится будущий первый президент Танзании Джулиус Ньерере.